# 饗庭敦子
饗庭 敦子（あいば あつこ、1962年11月12日 - ）は、日本の政治家。

## 略歴
1962年11月12日、長崎県出身。長崎県立長崎西高等学校、長崎大学商科短期大学部を経て、長与町議会議員。2019年長崎県議会議員西彼杵郡選挙区にて初当選。
2011年4月、長与町議会議員選挙に立候補。無投票で当選となり、2期務める。
2019年4月、長崎県議会議員選挙西彼杵選挙区で立候補。7,761票を獲得し、当選となった。次点とは59票差と接戦であった。

### その他
- 1981年4月～2010年3月 - 医療法人 緑風会 長崎みどり病院
- 2010年4月～2010年12月 - 長崎労働局非常勤職員（長崎労働局雇用均等室）
- 2010年4月～2011年3月 - 若者自立支援長崎ネットワーク 非常勤講師、キャリアコンサルタント
- 2010年4月～ - 
  - 一般社団法人日本産業カウンセラー協会　
  - 養成講座実技指導者、支部認定講師、認定カウンセラー
  - 国家資格キャリアコンサルタント
  - ジョブカード作成アドバイザー